# Masaki Eto
Masaki Eto, född den 26 februari 1954 i Kagoshima, Japan, är en japansk brottare som tog OS-silver i bantamviktsbrottning i den grekisk-romerska klassen 1984 i Los Angeles. 